# Forlovelse (film)
Forlovelse er en dansk kortfilm fra 1966 instrueret af Jørgen Ekberg.

## Handling
Denne artikel mangler et handlingsreferat. Hjælp os med at skrive det.